# Hábaula
Hábaula är ett berg i republiken Island. Det ligger i regionen Austurland, 400 km öster om huvudstaden Reykjavík. Toppen på Hábaula är 577 meter över havet.
Trakten runt Hábaula är nära nog obefolkad, med mindre än två invånare per kvadratkilometer. Det finns inga samhällen i närheten. Trakten runt Hábaula består i huvudsak av gräsmarker.